# 芦川うらら
芦川 うらら（あしかわ うらら、2003年3月8日 - ）は、日本の体操競技選手。常葉大学附属常葉高等学校卒業、日本体育大学4年生（2025年4月現在）。

## 経歴・人物
静岡県富士市出身。自身の名前の由来は、スピッツの楽曲『ロビンソン』の歌詞「ルララ～♪」を家族が「うらら」と聞き違えたことによるという。
富士市立丘小学校2年生の3月に姉たちとともに水鳥体操館（静岡市葵区）に所属し練習を始める。
常葉大学附属常葉中学校へ進学し、2年の時（2016年）に全日本体操競技選手権大会個人種目別選手権の平均台で3位に入賞。これをきっかけに平均台だけは誰にも負けたくないと練習に力が入るようになる。その後2017年大会で3位、2020年大会で優勝する（いずれも種目別平均台）。
FIG体操ワールドカップの種目別（平均台）で3連勝し、2020年東京オリンピックへの出場が濃厚だったが、延期が決定したため、内定が持ち越しとなった。
2021年6月28日、国際体操連盟が芦川の五輪出場権を獲得したと発表、東京オリンピックの日本代表が内定した。
2021年7月25日の東京オリンピック体操女子種目別平均台予選に出場し12位となる。決勝へは予選上位8人が進むが、予選4位だったルーマニアの選手（ラリサ・ヨルダケ）が欠場し、種目別決勝は1つの国と地域から最大2人までしか出場できないことから、急きょ芦川が出場できることになった。8月3日の女子種目別平均台決勝では13.733点で6位入賞となった。
2021年10月の世界体操競技選手権の女子種目別平均台に出場して14.100点を出し、この種目では1954年ローマ大会の田中敬子（現姓・池田）以来となる67年ぶりの金メダルを獲得した。
2022年4月、日本体育大学に進学し、所属が静岡新聞SBSより同大学に変更となる。
2023年6月の全日本種目別での平均台では落下のミスが響き、12.700とスコアが伸びなかったが、代表選考会での得点と貢献度の高さから世界選手権代表に選出された。同年10月、ベルギー・アントワープで行われた世界選手権・団体予選では平均台で14.000の高得点を記録する活躍を見せ、8位で通過。決勝進出を果たすとともにパリオリンピックの出場権獲得に貢献した。種目別の平均台にも出場したが、14.066の5位に終わり、2021年以来のメダル獲得はならなかった。
2025年、大学4年生のシーズンを最後に引退することを表明。「入学前から、大学まで頑張ると決めていた。シーズンを全力で頑張って区切りを付けたい」とコメントした。大学卒業後は指導者を目指す予定。

## テレビ出演
- スポーツ×ヒューマン「19歳 巣立ちのとき〜体操・芦川うらら〜」（2022年8月15日、NHK BS1[13]）